# 鴨川食堂
『鴨川食堂』（かもがわしょくどう）は、柏井壽の2013年発表の小説の連作短編集シリーズ。『STORY BOX』（小学館）連載を経て、小学館から2013年より刊行されている。既刊10巻。京都路地裏の食堂の奥にある探偵事務所を舞台に、所長である娘と食堂を営む元刑事の父が、依頼人の求める「思い出の食」を捜し出し再現する。
シリーズ第1作、第2作を原作としてNHK BSプレミアム「プレミアムドラマ」でテレビドラマ化され、2016年1月10日から2月28日まで8回シリーズで放送された。ドラマ企画は作詞家でもある葉山真理。1話、2話、8話 最終回の脚本も手がけた。

## 概要
柏木圭一郎のペンネームでミステリー小説を執筆していた著者が「食をテーマにした小説を書いてみよう」と思い立ち、京都・東本願寺の近くにかつて実在した食堂をモデルに、「こういう店にはいろんなドラマがあるんじゃないか」と想像を膨らませて構想された。『鴨川食堂』第六話「肉じゃが」に登場する「牛肉の大和煮」の缶詰を用いた肉じゃがなど、各話のテーマとなる料理は必ず自分で作って研究を重ね、コンビニなどで一般に販売されている食品の市場調査も行いながら、どのような料理を描けば読者の琴線にふれるかを意識して執筆された。
将来映像化されることを念頭に登場人物やシーン転換を極力減らし、主人公の流(ながれ)および娘のこいしはそれぞれ和久峻三原作の『京都殺人案内』シリーズに登場する藤田まことと萬田久子をイメージして執筆されている。

## あらすじ
京都市の鴨川沿い、東本願寺付近（下京区）にある小さな食堂には、店の看板が存在しない。この食堂は鴨川流（かもがわながれ）・こいし親子が店を切り盛りしている。そしてこの食堂では、もう一度食べたいと考えている人たちの料理をわずかな手掛かりを基に再現するのが売りもので、利用客は料理・グルメ雑誌に掲載される「思い出の食、捜します」の一行広告のみを頼りにしてこの場所に行きつく。

## 収録作品
1. 鴨川食堂
  - 第一話 鍋焼きうどん
  - 第二話 ビーフシチュー
  - 第三話 鯖寿司
  - 第四話 とんかつ
  - 第五話 ナポリタン
  - 第六話 肉じゃが
2. 鴨川食堂おかわり
  - 第一話 海苔弁
  - 第二話 ハンバーグ
  - 第三話 クリスマスケーキ
  - 第四話 焼飯
  - 第五話 中華そば
  - 第六話 天丼
3. 鴨川食堂いつもの
  - 第一話 かけ蕎麦
  - 第二話 カレーライス
  - 第三話 焼きそば
  - 第四話 餃子
  - 第五話 オムライス
  - 第六話 コロッケ
4. 鴨川食堂おまかせ
  - 第一話 味噌汁
  - 第二話 おにぎり
  - 第三話 豚のしょうが焼き
  - 第四話 冷やし中華
  - 第五話 から揚げ
  - 第六話 マカロニグラタン
5. 鴨川食堂はんなり
  - 第一話 親子丼
  - 第二話 焼売
  - 第三話 きつねうどん
  - 第四話 おでん
  - 第五話 芋煮
  - 第六話 ハヤシライス
6. 鴨川食堂まんぷく
  - 第一話 たらこスパゲティ
  - 第二話 焼きおにぎり
  - 第三話 じゃがたま
  - 第四話 かやくご飯
  - 第五話 カツ弁
  - 第六話 お好み焼き
7. 鴨川食堂ごちそう
  - 第一話 鰻丼
  - 第二話 いなり寿司
  - 第三話 ピザ
  - 第四話 焼きうどん
  - 第五話 タマゴサンド
  - 第六話 豆腐飯
8. 鴨川食堂しあわせ
  - 第一話 焼き鳥
  - 第二話 駅弁
  - 第三話 イタリアン
  - 第四話 巻き寿司
  - 第五話 フィッシュアンドチップス
  - 第六話 すき焼き
9. 鴨川食堂ひっこし
  - 第一話 紅白餅
  - 番外編 鴨川食堂おでかけ 一皿目
  - 第二話 ボルシチ
  - 番外編 鴨川食堂おでかけ 二皿目
  - 第三話 カレーうどん
  - 番外編 鴨川食堂おでかけ 三皿目

## 書籍情報
これまでに『鴨川食堂』と『鴨川食堂おかわり』『鴨川食堂いつもの』『鴨川食堂おまかせ』『鴨川食堂はんなり』『鴨川食堂まんぷく』『鴨川食堂もてなし』『鴨川食堂ごちそう』『鴨川食堂しあわせ』『鴨川食堂ひっこし』の10作が刊行されている（2023年10月現在）。
1. 鴨川食堂
  - 小学館：2013年11月25日 ISBN 9784093883344
  - 小学館文庫：2015年5月8日 ISBN 9784094061703
2. 鴨川食堂おかわり
  - 小学館：2014年8月26日 ISBN 9784093863865
  - 小学館文庫：2015年11月6日 ISBN 9784094062281
3. 鴨川食堂いつもの
  - 小学館文庫：2016年1月4日 ISBN 9784094062465
4. 鴨川食堂おまかせ
  - 小学館文庫：2017年1月6日 ISBN 9784094063905
5. 鴨川食堂はんなり
  - 小学舘文庫：2018年4月6日 ISBN 9784094065077
6. 鴨川食堂まんぷく
  - 小学舘文庫：2019年8月11日 ISBN 9784094066753
7. 鴨川食堂もてなし
  - 小学舘文庫：2020年6月5日 ISBN 9784094067767
8. 鴨川食堂ごちそう
  - 小学舘文庫：2021年6月12日 ISBN 9784094070309
9. 鴨川食堂しあわせ
  - 小学舘文庫：2022年5月6日 ISBN 9784094071344
10. 鴨川食堂ひっこし
  - 小学舘文庫：2023年3月5日7 ISBN 9784094072419

## テレビドラマ
NHK BSプレミアム「プレミアムドラマ」にて、2016年1月10日から2月28日まで毎週日曜22:00 - 22:49に放送された。全8話。主演は本作がNHK連続ドラマ初主演となる忽那汐里で、本作が12年ぶりのテレビドラマ出演となる萩原健一が父役で共演する。
毎回、冒頭に、
と、鴨川こいしによるナレーションが放送される。

### キャスト

#### 主要人物
鴨川 こいし
演 - 忽那汐里（回想・中学生時代：井頭愛海）
27歳。鴨川探偵事務所所長。普段は鴨川食堂で手伝いをしている。探偵業務は、「食探し」の依頼人の聞き込みをすること。
鴨川 流
演 - 萩原健一
こいしの父。今は鴨川食堂の料理長だが、以前は刑事をしていた。こいしの聞き込みを参考に、実際に食探しをしている。
鴨川 掬子（旧姓：桜）
演 - 財前直見（回想・写真）
流の元妻。こいしが15歳の頃家を出て、後に病死した。
来栖 妙
演 - 岩下志麻
作法教室の師匠。鴨川食堂のオーナーで、常連客でもある。
福村 浩
演 - 吉沢悠
近所の寿司職人。鴨川食堂の常連客。途中から流に弟子入りした。父は金沢で寿司屋を経営しいる。こいしに密かに想いを寄せている。
横峯 克彦
演 - 豊原功補（第4話 - ）
流が刑事だった頃に殺人教唆容疑で逮捕した男。
桜 八十吉
演 - 麿赤児（第5話 - ）
掬子の父であり、こいしの祖父。

#### ゲスト
第1話
- 伊達 久彦 - 半田健人
- 伊達 幸子 - 中村久美

第2話
- 廣瀬 須也子 - 井上晴美

第3話
- 美月 明日香 - 鉢嶺杏奈
- 美月 知一郎 - 織本順吉
- 明日香の父 - 仁科貴
- 明日香の母 - 春木みさよ

第4話
- 窪山 秀治 - 大地康雄
- 窪山 千恵子 - 木村理恵

第5話
- 竹田 佳奈 - 酒井美紀
- 竹田 佳生 - 三田村周三

第6話
- 灘屋 信子 - 左時枝
- 横峯 悠子 - いしのようこ
- 古田 幸恵 - 岩本多代

第7話
- 北野 恭介 - 入江甚儀

最終話
- 白崎初子 - すみれ
- 食堂にきた女性 - 桜井洋子

### スタッフ
- 原作 - 柏井壽『鴨川食堂』『鴨川食堂おかわり』
- 脚本 - 池端俊策、葉山真理、洞澤美恵子、岩本真耶
- 音楽 - 鎌田雅人
- 主題歌 - カサリンチュ「風」
- 演出 - 佐藤幹夫、油谷誠至
- 料理考証 - 明石尚宏、幸村純、後藤桃太郎
- 京都ことば指導 - 加藤まゆ美、若林秀俊
- イラスト - 保谷瑠美子
- 題字 - 野田栄瑚
- プロデューサー - 上原英和、諏訪正明
- 制作統括 - 篠原圭（NHK）、廣瀬哲雄（アジア・コンテンツ・センター）
- 製作著作 - NHK、アジア・コンテンツ・センター

### 放送日程
| 各話   | 放送日  | サブタイトル             | 原作           | 脚本       | 演出     |
| ------ | ------- | ------------------------ | -------------- | ---------- | -------- |
| 第1話  | 1月10日 | 母の肉じゃが             | 肉じゃが       | 葉山真理   | 佐藤幹夫 |
| 第2話  | 1月17日 | 別れた夫のトンカツ       | とんかつ       | 葉山真理   | 佐藤幹夫 |
| 第3話  | 1月24日 | 祖父と食べたナポリタン   | ナポリタン     | 洞澤美恵子 | 佐藤幹夫 |
| 第4話  | 1月31日 | 妻の鍋焼きうどん         | 鍋焼きうどん   | 洞澤美恵子 | 油谷誠至 |
| 第5話  | 2月07日 | おじいちゃんのハンバーグ | ハンバーグ     | 池端俊策   | 油谷誠至 |
| 第6話  | 2月14日 | 初恋のビーフシチュー     | ビーフシチュー | 池端俊策   | 油谷誠至 |
| 第7話  | 2月21日 | 父親の海苔弁             | 海苔弁         | 岩本真耶   | 油谷誠至 |
| 最終話 | 2月28日 | 金曜日のチャーハン       | 焼飯           | 葉山真理   | 佐藤幹夫 |

| NHK BSプレミアム プレミアムドラマ       | NHK BSプレミアム プレミアムドラマ    | NHK BSプレミアム プレミアムドラマ |
| 前番組                                  | 番組名                               | 次番組                            |
| --------------------------------------- | ------------------------------------ | --------------------------------- |
| 44歳のチアリーダー!! （2015年12月20日） | 鴨川食堂 （2016年1月10日 - 2月28日） | 嫌な女 （2016年3月6日 - 4月10日） |